# Комсомольское сельское поселение (Челябинская область)
Комсомольское се́льское поселе́ние — муниципальное образование в Брединском районе Челябинской области Российской Федерации. В рамках административно-территориального устройства муниципальное образование  соответствует административно-территориальной единице Комсомольский сельсовет.
Административный центр — посёлок Комсомольский.

## История
Статус и границы сельского поселения установлены Законом Челябинской области от 13 сентября 2004 года № 268-ЗО «О статусе и границах Брединского муниципального района и сельских поселений в его составе».

## Население
| 2002  | 2010  | 2011  | 2012  | 2013  | 2014  | 2015  |
| ----- | ----- | ----- | ----- | ----- | ----- | ----- |
| 1772  | ↘1532 | ↘1524 | ↘1488 | ↗1520 | ↘1496 | ↘1470 |
| 2016  | 2017  | 2018  | 2019  | 2020  | 2021  |       |
| ↘1468 | ↘1431 | ↘1403 | ↘1371 | ↘1343 | ↗1403 |       |

## Состав сельского поселения
| № | Населённый пункт | Тип населённого пункта          | Население |
| - | ---------------- | ------------------------------- | --------- |
| 1 | Комсомольский    | посёлок, административный центр | ↘1212     |
| 2 | Лебяжий          | посёлок                         | ↘95       |
| 3 | Ясная Поляна     | село                            | ↘320      |